# Euphorbia spartiformis
Euphorbia spartiformis là một loài thực vật có hoa trong họ Đại kích. Loài này được Mobayen mô tả khoa học đầu tiên năm 1984.